# 20 лучших песен
«20 лучших песен» — российская музыкальная телепередача, выходившая ежегодно в первые дни января на «Первом канале» в период с 2011 по 2014 год.

## История
1 января 2011 года в эфире «Первого канала» была показана итоговая новогодняя программа под названием «20 лучших песен 2010 года». Впервые канал подвёл итоги музыкального 2010 года по результатам ротаций песен на радиостанциях и клипов на телеканалах, мнению ведущих музыкальных экспертов, статистике легальных продаж и народного голосования. 21 января того же года был показан повторный выпуск программы.
С 27 ноября 2011 года на «Первом канале» была начата трансляция передачи «Красная звезда», которая выходила в эфир после ежемесячных итогов, подсчитанных одноимённым интернет-порталом «Красная звезда». Помимо представления музыкальных номеров, в студии с ведущей Яной Чуриковой проходили дебаты на тему двадцатки самых популярных отечественных музыкальных композиций. По формату проект напоминал музыкальные хит-парады «Золотой граммофон» и «Высшая лига», которые были показаны с 2003 по 2007 годы также на «Первом канале».
Со временем ежемесячная трансляция выпусков передачи прекратилась и было решено показывать только двадцатку лучших песен с завершением года, под названием «Красная звезда представляет 20 лучших песен года».

## 2010
Дата выпуска: 1 января 2011 года
Ведущие: Александр Цекало, Гарик Мартиросян и Иван Ургант
1. Валерия — «Капелькою»
2. Филипп Киркоров — «Дископартизаны (Цыганизация)»
3. Фабрика — «Али-Баба»
4. Стас Михайлов и Таисия Повалий — «Отпусти»
5. Градусы — «Кто ты»
6. Вера Брежнева — «Любовь спасёт мир»
7. Марк Тишман — «Январи»
8. Елена Ваенга — «Аэропорт»
9. Нюша — «Выбирать чудо»
10. Дима Билан — «По парам»
11. Винтаж — «Роман»
12. Денис Майданов — «Время-наркотик»
13. Зара — «Ничья»
14. 5sta Family — «Зачем?»
15. Вася Обломов — «Магадан»
16. Слава — «Одиночество»
17. Сергей Трофимов — «Не рассказывай»
18. ВИА Гра — «Пошёл вон!»
19. Звери — «Любовь одна виновата»
20. Григорий Лепс и Валерий Меладзе — «Обернитесь»
21. Специальный гость: София Ротару — «Я не оглянусь»

## 2011
Дата выпуска: 1 января 2012 года
Ведущие: Яна Чурикова, Иван Ургант, Ксения Собчак и Антон Макарский
1. Григорий Лепс — «Самый лучший день»
2. Потап и Настя — «Чумачечая весна»
3. Ёлка — «Прованс»
4. Филипп Киркоров — «Снег»
5. Виктория Дайнеко — «Сотри его из memory»
6. Дима Билан — «Мечтатели»
7. Джиган и Юлия Савичева — «Отпусти»
8. Градусы — «Голая»
9. МакSим — «Как летать»
10. Вера Брежнева и Dan Balan — «Лепестками слёз»
11. Жасмин — «Лабу-дабу»
12. Артур Пирожков — «Плачь, детка!»
13. Serebro — «Давай держатся за руки»
14. ДиО.фильмы — «Девочка Оля»
15. Ани Лорак — «Для тебя»
16. Банд'Эрос — «Не под этим солнцем»
17. Винтаж — «Мама-Америка»
18. Сергей Лазарев — «Биение сердца»
19. Нюша — «Больно»
20. Валерий Меладзе — «Побудь со мной»
21. Специальный гость: Юрий Антонов — «Золотая лестница» и «Не забывай»

## 2012
Дата выпуска: 1 января 2013 года
Ведущие: Яна Чурикова и Юрий Аксюта
1. Дима Билан — «Так не бывает»
2. Градусы — «Голая»
3. Iowa — «Мама»
4. Джиган — Нас больше нет
5. Дискотека Авария и Кристина Орбакайте — «Прогноз погоды»
6. 5sta Family — «Вместе мы»
7. Юлия Савичева — «Юлия»
8. Лоя — «Розы тёмно-алые»
9. Serebro — «Мама Люба»
10. Потап и Настя — «Если вдруг»
11. Доминик Джокер — «Если ты со мной»
12. Винтаж и DJ Smash — «Москва»
13. Dan Balan — «Лишь до утра»
14. Иван Дорн — «Стыцамэн»
15. Григорий Лепс — «Самый лучший день»
16. Полина Гагарина — «Спектакль окончен»
17. Ева Польна — «Je t’aime (Я тебя тоже нет)»
18. Elvira T — «Всё решено»
19. Нюша — «Выше»
20. Ёлка — «Около тебя»
21. Специальный гость: Лев Лещенко — «Ни минуты покоя», «Родительский дом», «Соловьиная роща» и «Прощай»

## 2013
Дата выпуска: 2 января 2014 года
Ведущие: Антон Беляев и Вера Брежнева
1. Григорий Лепс — «Я счастливый»
2. Ёлка — «Хочу»
3. Градусы — «Я всегда помню о главном»
4. Натали — «О, Боже, какой мужчина!»
5. Винтаж — «Знак Водолея»
6. Полина Гагарина — «Нет»
7. Дискотека Авария — «К.У.К.Л.А.»
8. Виктория Дайнеко — «Дыши»
9. 30.02 — «Звёзды в лужах»
10. Ева Польна — «Весь мир на ладони моей»
11. FRANKY — «Hysteria»
12. Нюша — «Наедине»
13. Денис Клявер — «Не такая как все»
14. Слава — «Расскажи мне, мама»
15. Пицца — «Оружие»
16. Loboda — «40 градусов»
17. 5sta Family — «Вместе мы»
18. Serebro — «Мало тебя»
19. Вера Брежнева — «Хороший день»
20. Григорий Лепс и Тимати — «Лондон»